# 11086 Nagatayuji
11086 Nagatayuji è un asteroide della fascia principale. Scoperto nel 1993, presenta un'orbita caratterizzata da un semiasse maggiore pari a 2,2587437 UA e da un'eccentricità di 0,1605601, inclinata di 5,47091° rispetto all'eclittica.